# 漢那ダム
漢那ダム（かんなダム）は、沖縄県国頭郡宜野座村を流れる二級河川・漢那福地川本流に建設された治水、灌漑、上水道供給を目的とするダムであり、本ダムと脇ダムからなる。ダム湖はかんな湖と名付けられており、2005年（平成17年）3月16日にダム湖百選に認定されている。ダム建設の総事業費は350億円であった。

## 目的
治水としては漢那福地川で50年に1度の洪水に相当する計画高水流量200m3/sのうち130m3/sを調節する。管理開始から2005年（平成17年）までに11回の洪水調節が行われ、この間、下流部において水害は発生していない。
ダム建設以前に漢那福地川から取水していた110ヘクタールの農地への用水供給（不特定灌漑）と、1日あたり2,500m3の宜野座村内への上水道供給に加え、流水の正常な機能の維持として0.034m3/sが確保される。
特定灌漑として宜野座村城原、高松、長門原の畑203ヘクタールに農業用水を供給する計画であったが、2006年（平成18年）の時点において県営灌漑排水事業が未完成のため特定灌漑用水の供給は実施されていない。
上水道用水として沖縄本島全域に1日あたり最大11,500立方メートルを取水・供給できるようにする。

## 歴史
沖縄本島では沖縄戦後の経済成長により上水道用水の需要が増加ししばしば水不足に見舞われていた。沖縄本島南部は低平な地形であり貯水池の適地が少ないため、中部から北部にかけての山岳地帯がダム建設の適地とされた。漢那福地川は地元の農業用水として利用されていたが、しばしば水不足が発生しており流量の安定化が望まれていた。また、琉球政府の時代に堰が造られ上水道用水を取水していたが、海水混入のために中止されていた。
漢那ダムは、1973年（昭和48年）4月から沖縄本島河川総合開発事業の一つとして予備調査が行われ、1978年（昭和53年）4月に実施計画調査が始まり、1982年（昭和57年）4月に建設事業として着手された。翌1983年3月に基本計画が告示されている。ダム位置については、脇ダムを造らない案を含む3案が検討され、結果として最も下流の案が選択された。
脇ダムおよびダム湖の予定地には古い水田の跡があり、1984年11月から翌1985年9月にかけて文化財として記録を残すための調査が行われた。
1985年（昭和60年）2月に仮排水路トンネル工事が始まり、1987年（昭和62年）2月にダム本体の基礎掘削工事が始まった。1990年（平成2年）12月に脇ダム盛立、翌1991年2月に本ダム打設がそれぞれ完了し、同年10月に試験湛水が始まった。1992年（平成4年）10月に竣工式、翌1993年4月1日に管理開始、5月に通水式が行われ上水道用水の供給が始められた。
1993年（平成5年）11月14日に第一回漢那ダムまつりが行われ、以降毎年ダムまつりが開催されている。1994年2月には漢那ダム資料館が開館し、1995年3月には「新おきなわ観光名所百選」に入選した。2002年（平成14年）、ダム周辺に広がる米軍用地キャンプハンセンの一部839,000平方メートルが返還された。2005年（平成17年）3月には、カヌーなどのウォータースポーツ振興や周辺観光施設との協調をうたった「漢那ダム水源地域ビジョン」が策定された。

## 構造
漢那福地川本流を塞ぐ本ダムと、本ダムから北東に約200メートル離れた場所に横たわる脇ダムからなる。ダム湖としては、かんな湖に加えて第二貯水池がある。

### 本ダム

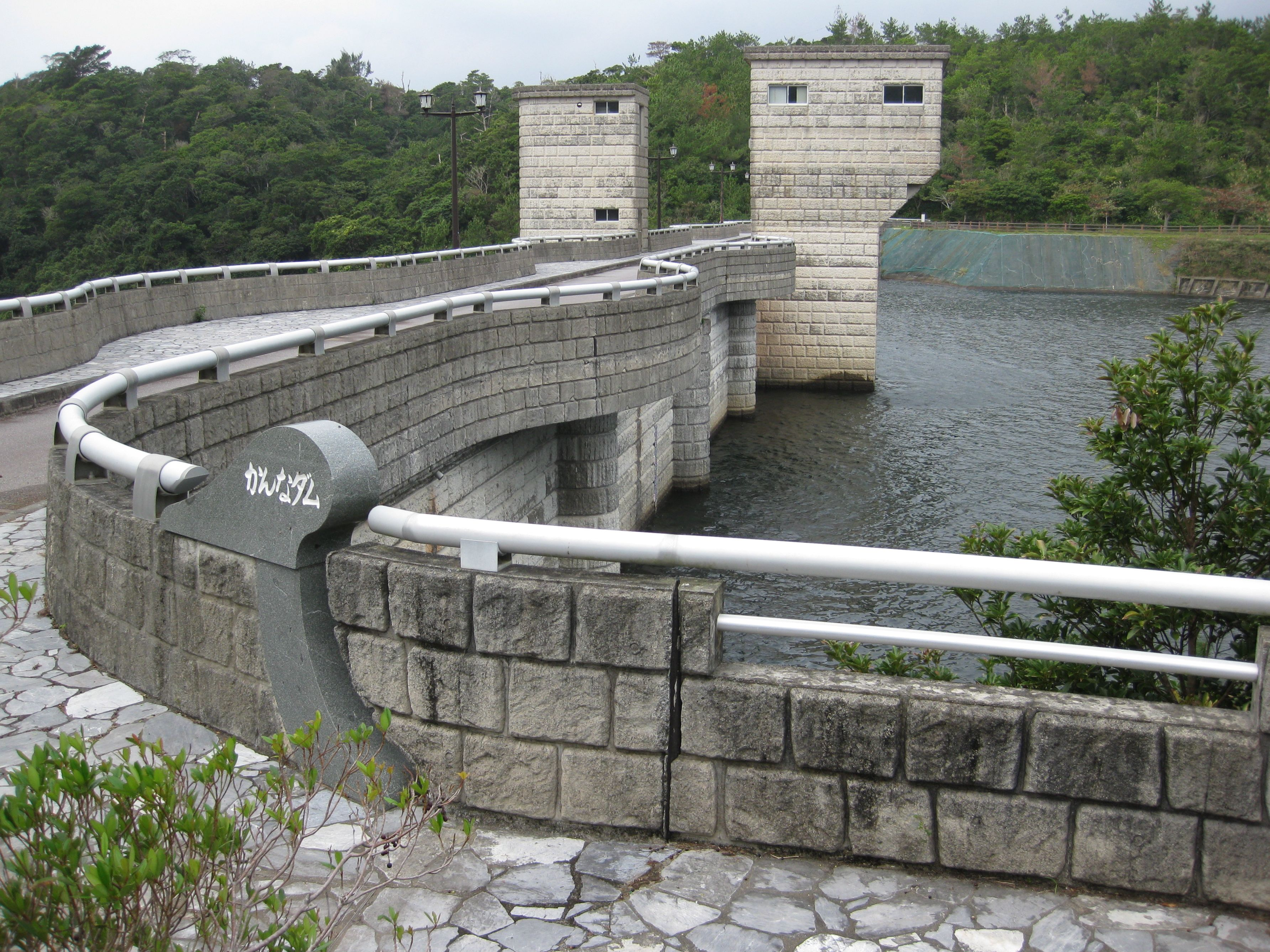
本ダム

ダム周辺の地質は粘板岩と砂岩であり、十分な地盤強度を確保できることから重力式コンクリートダムが採用された。洪水吐きは、集水面積が小さく流量の増大が早いことを考慮して自由越流式（堤趾導流壁型全面越流式）となっている。減勢工は水平水叩き跳水式および堤趾導流壁型である。取水設備は4段の直線多段式選択取水設備が用いられており、任意の深さから濁りの少ない水を取り入れることができる。
景観に配慮した外観造形がなされており、明治時代に建設された布引五本松ダムや西山ダム、本河内低部ダムなどの外観を参考としている。曲線を多用し、石積み風の壁面、疑似アーチ、疑似柱などの装飾的要素が盛り込まれている。ダム本体の上部歩道には展望用バルコニーが設けられており、照明灯はダム本体に似合うようガス灯風の意匠となっている。ダム直下にあるバルブ室およびゲート室は琉球建築の特徴である赤瓦の屋根を持ち、壁面には琉球石灰岩のプレートが貼られている。

### 魚道
沖縄島中北部地域は海岸近くに発達する海成段丘のため、多くの河川に急流箇所があり、これを遡上できる生物は限定されている。このため大規模魚道を設置しても効果が少ないと判断され、エビ・カニ・ハゼの遡上に特化した小規模魚道が日本で初めて設置されることになった。魚道は急勾配となっており、河床には生物が遡る足がかりとなるよう突起が形成されている。幅は20センチメートル程度で水の流量はごくわずかである。
ダム完成後の調査においてゴクラクハゼ、アヤヨシノボリ、ナガノゴリ、ツノナガヌマエビ、ミゾレヌマエビ、トゲナシヌマエビ、ヌマエビ、スジエビがダム湖および魚道内で継続的に確認されている。

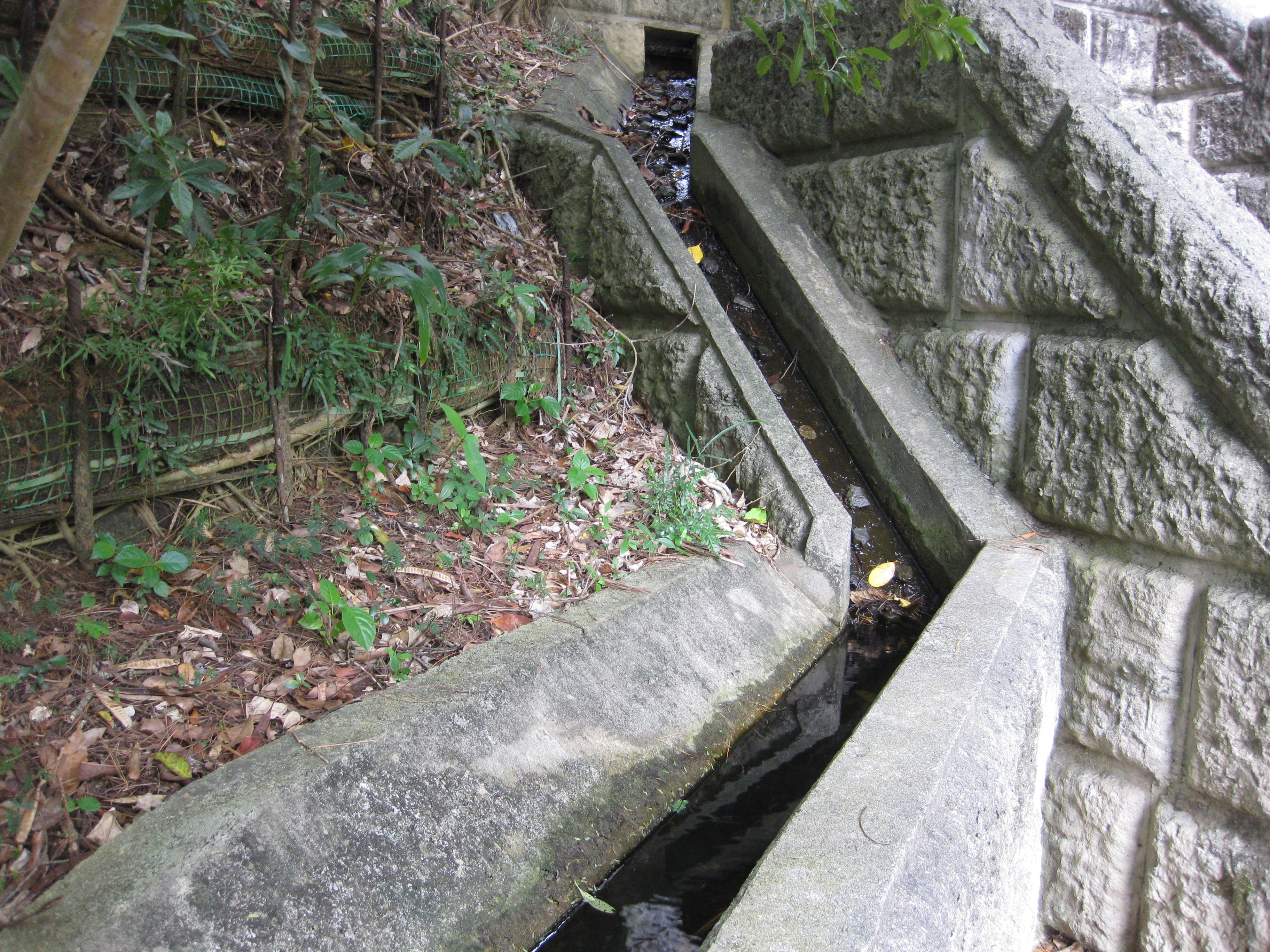
魚道
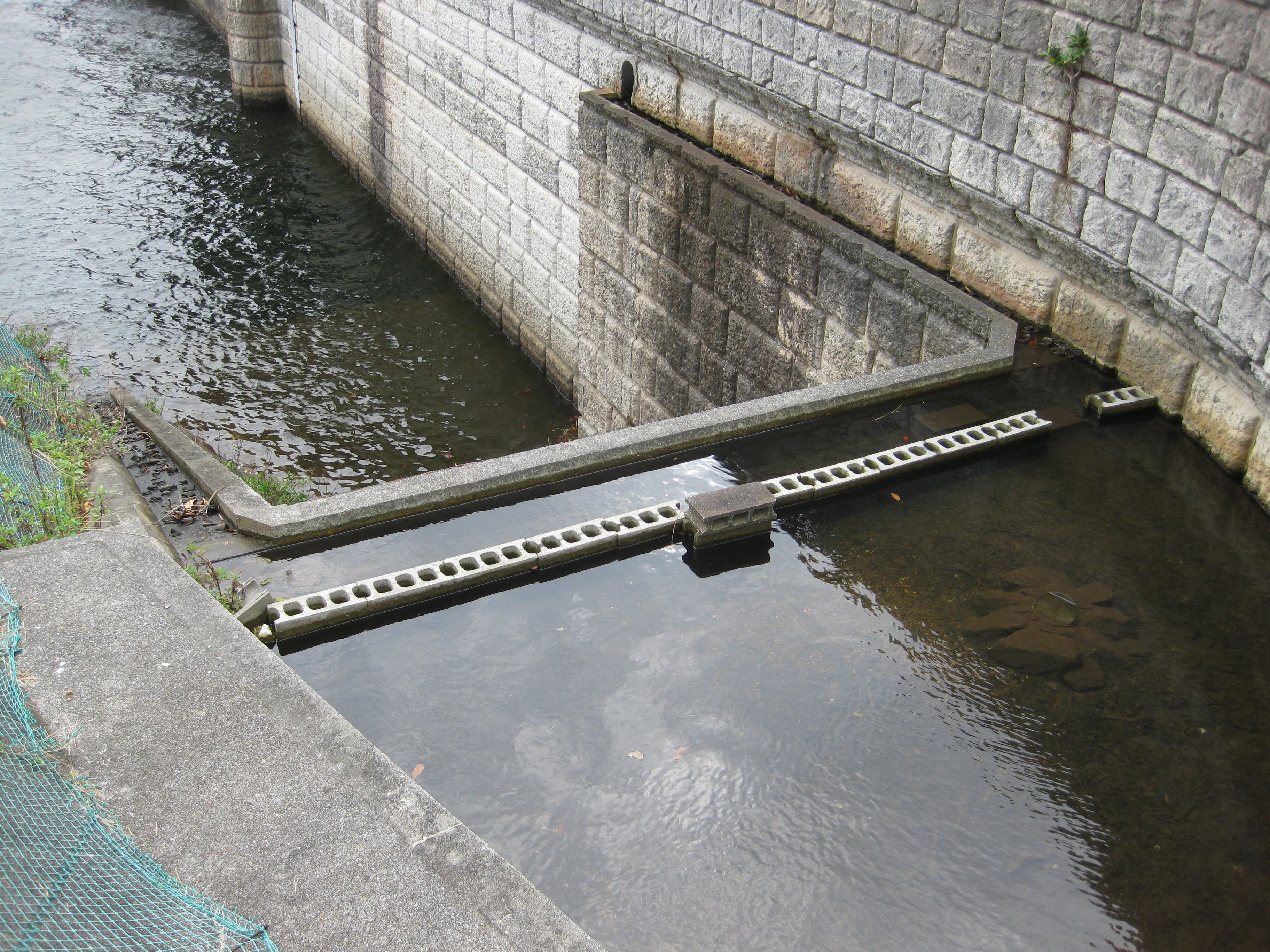
魚道のダム湖側

### 下流部

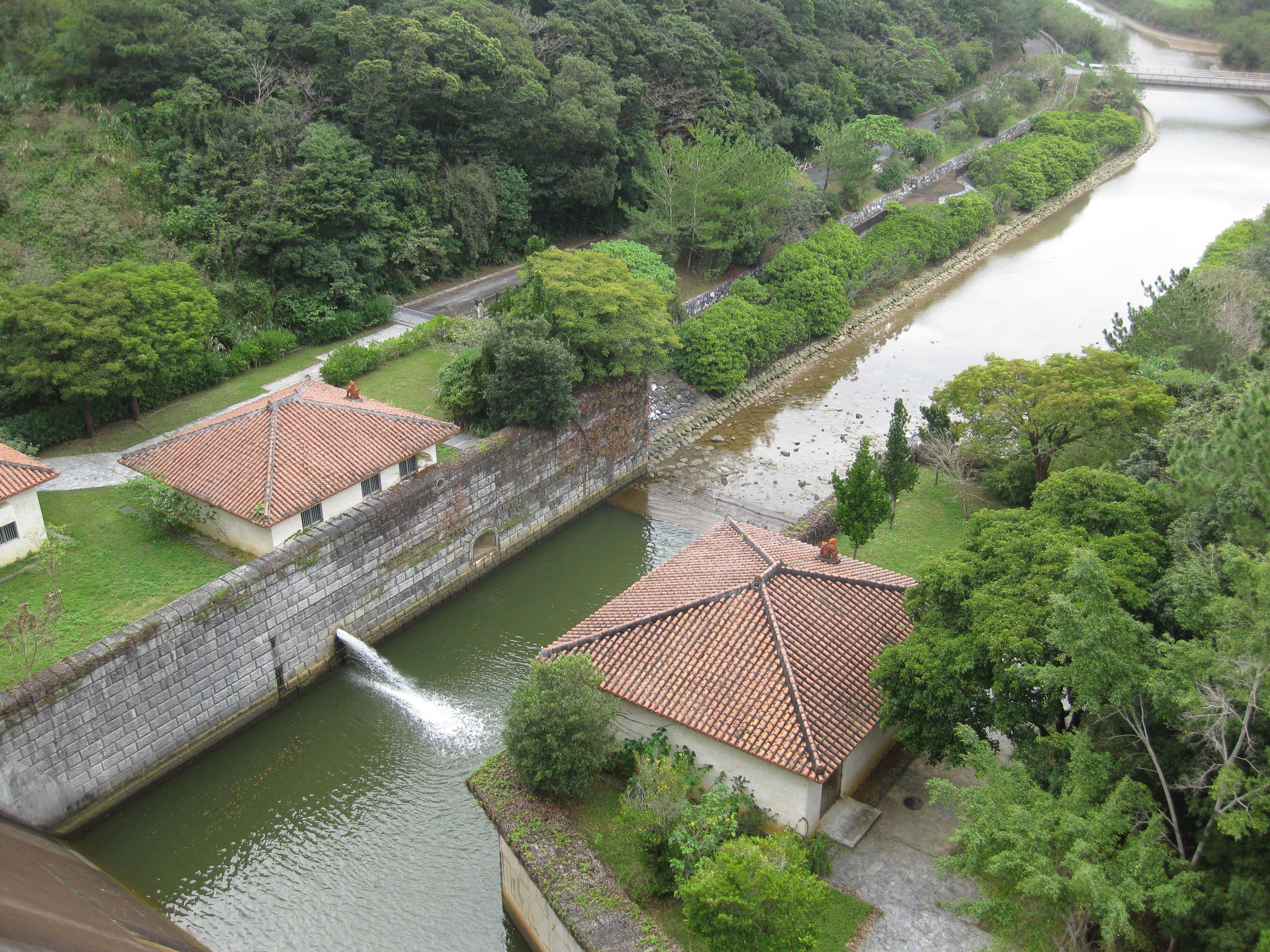
本ダム下流域

漢那福地川下流部は本ダム直下まで海水の浸入がある汽水域となっており、かつては広くヒルギ林（マングローブ）に囲まれていたが、この湿地環境は護岸工事などによって失われていた。ダム建設にあたって、地域の自然な植生を再生する必要性が指摘され、ヒルギ林（マングローブ）が復元されることになった。1990年（平成2年）12月、メヒルギ2,100本、オヒルギ1,800本、ヤエヤマヒルギ2,300本、合計6,200本のヒルギが地元小学生らの手によって植樹された。河床には底生生物を定着させるための巨礫が配置され、洪水時の生物避難場所として人工の淵が掘削されている。

### 脇ダム
漢那福地川中流部の南東側は標高が低く、貯水量を確保するために脇ダムが設けられた。脇ダム周辺の地質に国頭礫層が含まれており、地盤強度が十分でないことからロックフィルダムが採用された。また、ダム表面の傾斜は上流側1:3.1、下流側1:2.1であり、福地ダムなどと比較して緩やかになっている。また、国頭礫層は水を通しやすいため特殊な止水工法が用いられている。ダムの位置は、漢那福地川の河道と沖縄自動車道のどちらにも干渉しないよう両者のほぼ中間に設定された。
脇ダムは沖縄自動車道に平行する配置となっているため、高速道路を走る車両からの景観にも配慮されている。ダム上部には自然石を貼付した台形の高欄と鎖が設置され、照明灯は下流側（沖縄自動車道側）に配置されている。照明灯はガス灯風の吊り下げ型となっている。

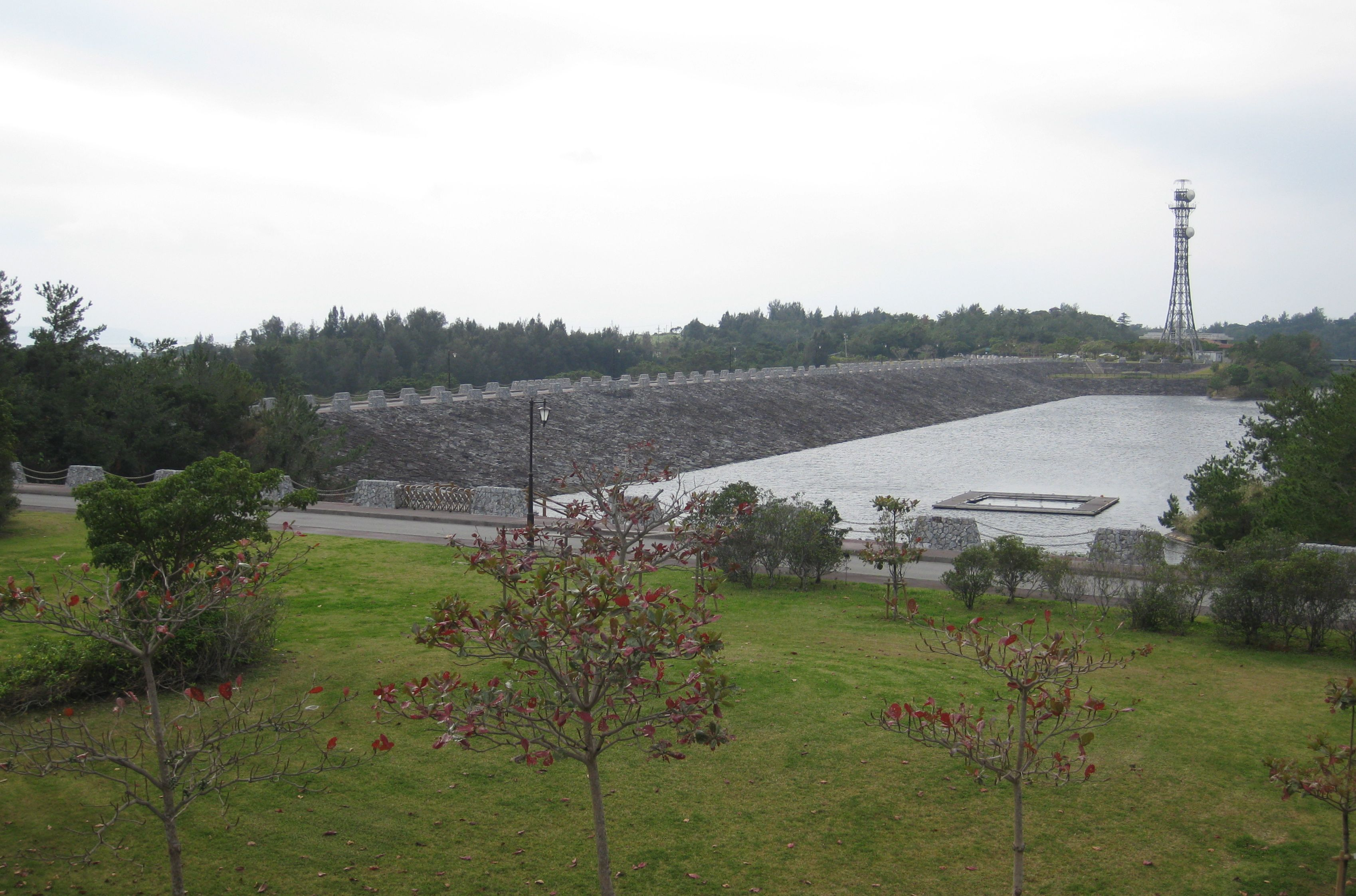
脇ダム遠景
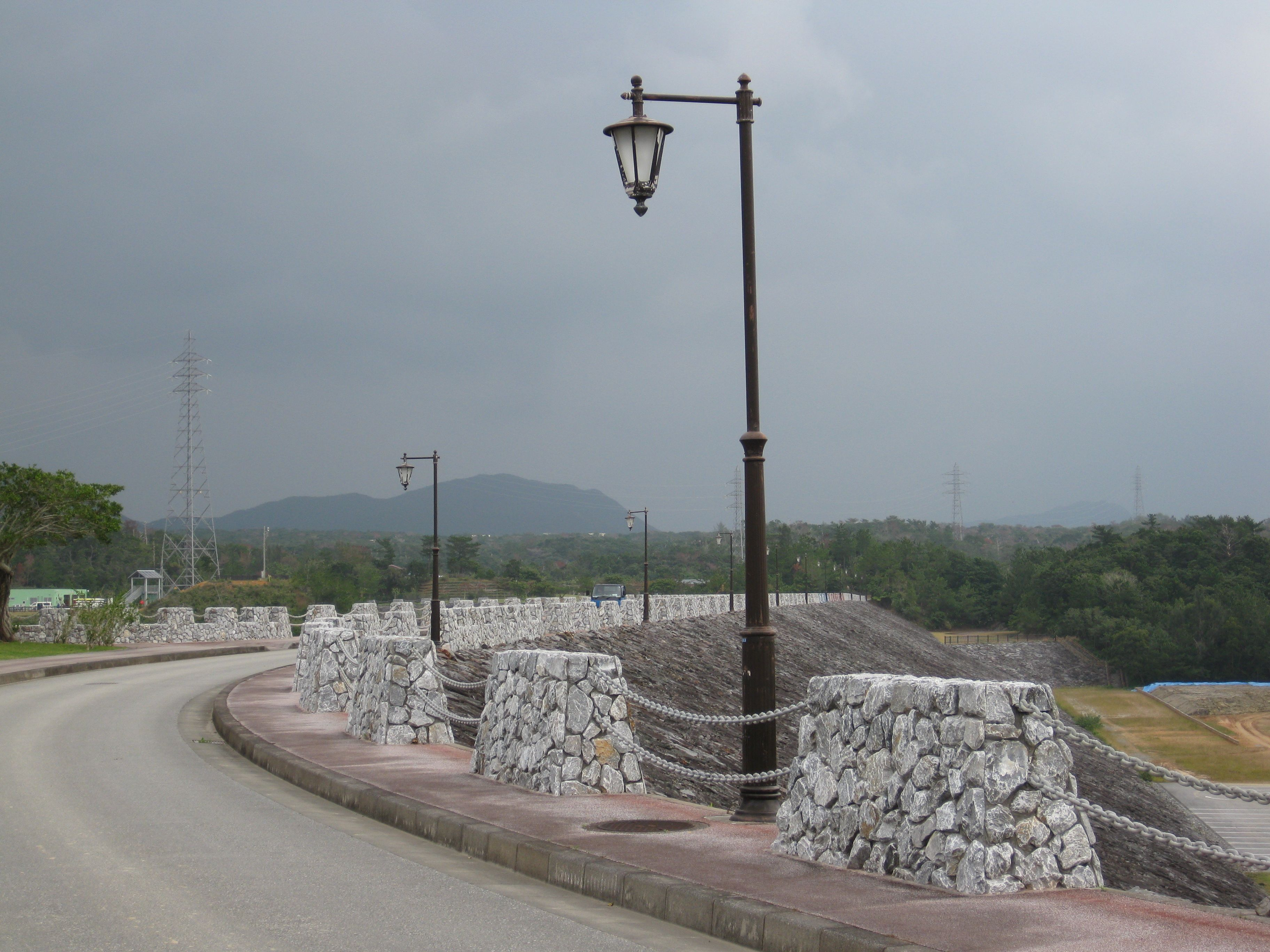
脇ダム近景

## ダム周辺
ダム周辺は市民の憩いの場として整備されており、年間約8万人が訪れる。特に毎年開催されるダムまつりには約1万人の入場者がある。
本ダム下流部は植林されたマングローブを巡る遊歩道など、本ダム右岸にはダム堤体を見学するための展望広場など、本ダム左岸の高台には金武湾まで望むことができる展望台などが整備された。脇ダム右岸は本ダムと脇ダムの双方を見通すことができることから管理庁舎が置かれ、隣接して資料館と通信用鉄塔がある。脇ダム左岸は建設時の土捨て場であったが、親水公園や多目的イベント広場などを含む湖畔公園として整備された。湖畔公園内に沖縄における茶業発祥地の記念碑がある。これは1627年（天啓7年）に金武王子朝貞が薩摩から茶の種子を持ち帰り、現在湖底となっている茶敷（ちゃしき）と呼ばれる地区に植えたとされることにちなむ。

### かんな湖

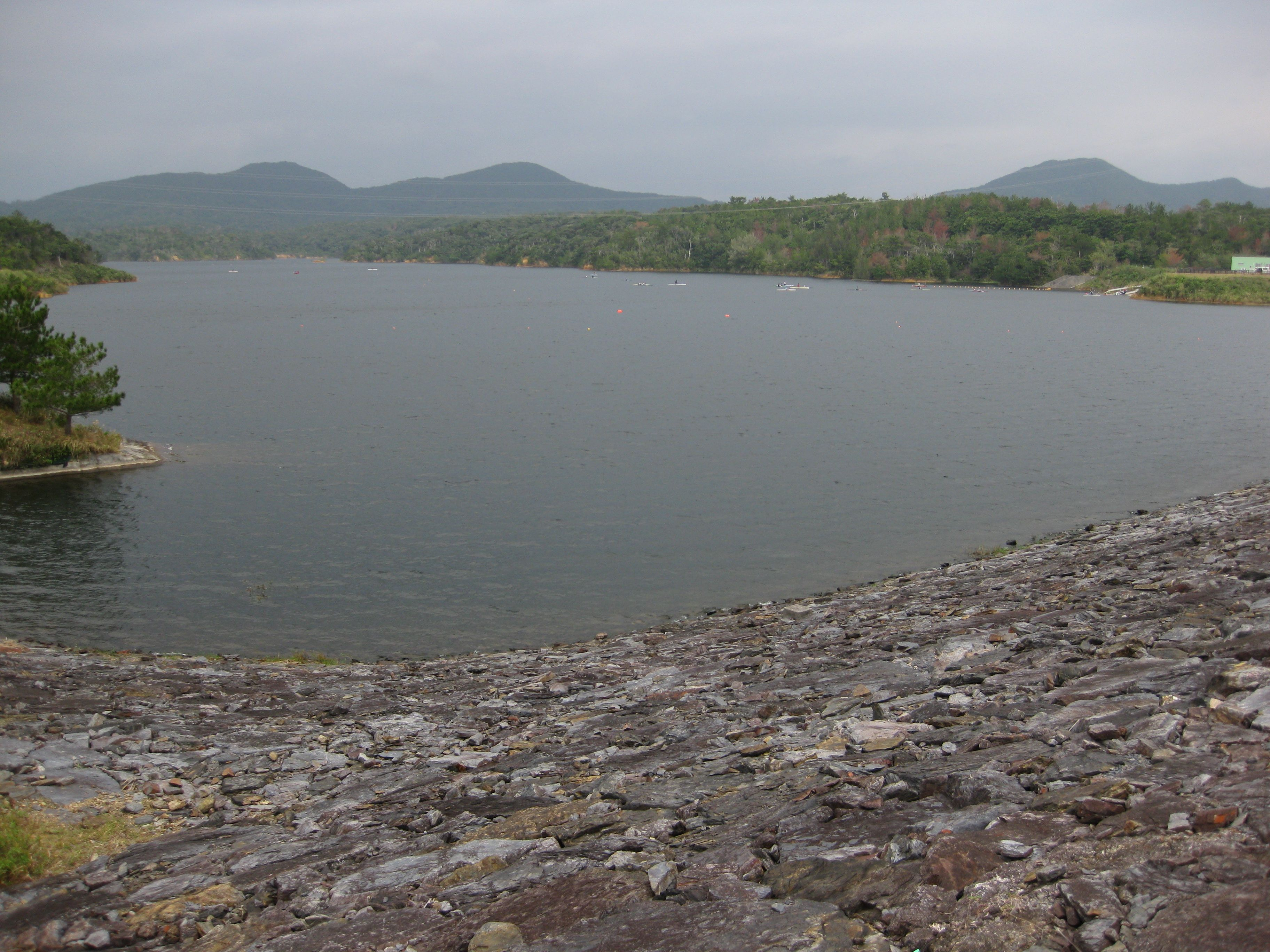
かんな湖

漢那ダムの貯水池であり沖縄本島の上水道用水を蓄える水がめである。周囲は在日米軍基地キャンプハンセンが広がっており一般市民の立ち入りは制限されている。湖底はかつて福地原（ふくじばる）と呼ばれていた盆地であり、沖縄戦直後まで苗代として使われていた。南西湖岸にダムの材料を供給した原石山の跡地があり、北側を宜野座村道124号が通っている。湖面ではカヌーが盛んであり、競技練習や競技大会に利用される。ダムまつりではカヌー体験イベントが開催される。
貯水池の富栄養化対策のため本ダム付近に2基の間欠式空気揚水筒が設置されており、必要に応じて湖水の攪拌が行われる。魚類としてはメダカ、ギンブナ、ナガノゴリ、ゴクラクハゼなどに加えて外来種のカワスズメやグッピーが生息する。鳥類としては水辺を利用するカワセミやミサゴなどが見られる。

### 第二貯水池
かんな湖の北東、湖畔公園の奥に位置し、第2脇ダムによって堰き止められている。1号付替水路を通じてかんな湖と接続しており、かんな湖の水位が低くなっても水門によって水位が一定に保たれる。元々は水田であり耕作放棄によって湿地となっていたが、沖縄本島における湿地として貴重な場所であることから漢那ダムの第2貯水池として整備された。
整備後はビオトープ「めだかの学校」として市民の環境教育に利用されている。湿地生物として絶滅危惧種に指定されているタウナギ、メダカ、タイワンキンギョなどの生息が確認されている。また、2000年（平成12年）から絶滅危惧種に指定されているマルタニシの移植放流が行われたものの定着には至らなかった。